# Hailing
Hailing (chinesisch 海陵区, Pinyin Hǎilíng Qū) ist ein chinesischer Stadtbezirk der bezirksfreien Stadt Taizhou in der Provinz Jiangsu. Er hat eine Fläche von 337,9 km² und zählt 594.656 Einwohner (Stand: Zensus 2010). Er ist Regierungssitz von Taizhou.

## Administrative Gliederung
Auf Gemeindeebene setzt sich der Stadtbezirk aus acht Straßenvierteln und zwei Großgemeinden zusammen. 